# 中澤宗幸
中澤 宗幸（なかざわ むねゆき、1940年 - ）は、日本の弦楽器製作及び修復家、一般財団法人Classic for Japan 代表理事。TSUNAMIヴァイオリンの製作者としても知られる。牧師として活動していた過去がある。
妻はヴァイオリニストの中澤きみ子。中澤創太は子息。

## 経歴
1940年、兵庫県に生まれ、幼少より父親からヴァイオリンと楽器製作を学ぶ。1980年、東京と長野にアトリエを構え、世界中の学校や博物館などからの依頼を中心とした名器の修復を手がける。葉加瀬太郎をはじめ国内外のアーティストのヴァイオリン・ドクターとして演奏を支えている。2004年カンヌ国際芸術祭(日仏現代芸術祭)弦楽器の部コートダジュール国際芸術賞受賞。2011年兵庫県知事より文化功労賞を受賞。2014年クロアチア大使館から芸術文化賞を受賞。

## 著書
- 「魂柱の歌」(文芸社 2001年)
- 「ストラディヴァリウスの真実と嘘」(世界文化社 2011年)
- 「いのちのヴァイオリンー森からの贈り物ー」(ポプラ社 2012年)：2013年公益社団法人全国学校図書館協議会選定 “夏休みの本”（小学校高学年）

## メディア出演
- 2002年（平成14年）10月13日 - 「アナザー・ヒーロー「葉加瀬太郎を支える中澤宗幸」」(フジテレビ)
- 2012年（平成24年）10月13日 - 「NEWS ZERO」（日本テレビ）
  - 3月27日  「NEWS ZERO」（日本テレビ）
  - 9月12日  「おはよう日本」（NHK）
- 2013年（平成25年）1月27日 - 「皇室日記」（日本テレビ）
  - 5月9日　 「震災から2年　明日へコンサート」（NHK総合）
  - 11月16日「TSUNAMIヴァイオリンが奏でる 花は咲く」（NHK総合）
- 2019年（平成31年）6月29日 - 「日本のチカラ　#178 Tsunami Violin 〜未来へ紡ぐ優しき音色〜」（テレビ朝日）

## 参考資料
- 「日本経済新聞」2011年8月29日
- 「ACT4」 2012年2月号
- 「日本経済新聞」 2013年3月13日
- 「致知」2014年7月号